# Blunt Force Trauma
Blunt Force Trauma è il secondo album del gruppo metal Cavalera Conspiracy, proveniente dal Brasile.
L'album è uscito il 29 marzo 2011 attraverso l'etichetta Roadrunner Records.

## Tracce
1. Warlord - 3:05
2. Torture - 1:51
3. Lynch Mob - 2:31 (feat. Roger Miret degli Agnostic Front)
4. Killing Inside - 3:28
5. Thrasher - 2:49
6. I Speak Hate - 3:10
7. Target - 2:36
8. Genghis Khan - 4:23
9. Burn Waco - 2:52
10. Rasputin - 3:22
11. Blunt Force Trauma - 3:58
12. Psychosomatic - 3:09 (bonus track nell'edizione limitata)
13. Jihad Joe - 3:31 (bonus track nell'edizione limitata)
14. Electric Funeral (cover dei Black Sabbath) - 5:41 (bonus track nell'edizione limitata)
15. Six Pack (cover dei Black Flag) - (bonus track nell'edizione LP)

## Formazione
- Max Cavalera - voce e chitarra
- Marc Rizzo - chitarra
- Johny Chow - basso
- Igor Cavalera - batteria

### Ospiti
- Roger Miret (Agnostic Front) - voce in Lynch Mob